# Разанамаси, Ги Вилли
Ги Вилли Разанамаси (малаг. Guy Willy Razanamasy; 19 декабря 1928, Антананариву — 18 мая 2011) — малагасийский политический деятель, премьер-министр Мадагаскара с 8 августа 1991 по 12 сентября 1992 года (Демократическая Республика), и с 12 сентября 1992 по 9 августа 1993 года (Республика)

## Биография
Ги Вилли Разанамаси родился 19 декабря 1928 года в Антананариву. До прихода в политику работал фармацевтом и был директором фармакологического общества. В 1980 году был избран мэром Антананариву.
Август 1991 года прошёл для президента Мадагаскара Дидье Рацираки под сильным давлением со стороны Комитета здоровых сил во главе с Жаном Ракотохарисоном, организовавшего всеобщую забастовку, и вынудившего Рацираку заменить премьер-министра Виктора Рамахатру на Разанамаси. Он призвал Комитет здоровых сил присоединиться к его правительству, убедил несколько человек, а в октябре 1991 года смог подписать соглашение с оппозицией о формировании переходного правительства в течение полутора лет. Хотя вся реальная власть ушла из рук президента Рацираки, Разанамаси остался на своём посту до 1993 года.
В 1994 году Разанамаси снова стал мэром Антананариву, и исполнял свои обязанности до 1999 года. Выдвигался на президентские выборы 1996 года как кандидат от Конфедерации гражданских обществ в целях развития, но получил только 1,2 % от общего числа голосов и вышел из борьбы в первом туре.